# Eagleville (Tennessee)
Eagleville é uma cidade localizada no estado norte-americano de Tennessee, no Condado de Rutherford.

## Demografia
Segundo o censo norte-americano de 2000, a sua população era de 464 habitantes.
Em 2006, foi estimada uma população de 471, um aumento de 7 (1.5%).

## Geografia
De acordo com o United States Census Bureau tem uma área de
5,5 km², dos quais 5,5 km² cobertos por terra e 0,0 km² cobertos por água.

## Localidades na vizinhança
O diagrama seguinte representa as localidades num raio de 28 km ao redor de Eagleville.